# Diecezja Basse-Terre
Diecezja Basse-Terre (łac.: Dioecesis Imae Telluris (-Petrirostrensis), fr.: Diocèse de Basse-Terre et Pointe-à-Pitre) – katolicka diecezja karaibska położona w środkowej części tego amerykańskiego terytorium. Obejmuje swoim zasięgiem: Gwadelupę, departament zamorski Francji i 2 zbiorowości terytorialne Saint-Barthélemy i Saint-Martin. Siedziba biskupa znajduje się w katedrze NMP z Guadalupe w Basse-Terre.

## Historia
Chrześcijaństwo na Gwadelupie związane jest z kolonizacją tej wyspy przez Francuzów, która rozpoczęła się w XV w. od XVII w. tutejsze parafie wchodziły w skład prefektury apostolskiej Iles de la Terre Ferme. 27 września 1850 r. papież Pius IX dokonał reorganizacji struktur Kościoła katolickiego we francuskich koloniach na terenie Ameryki Środkowej, w wyniku której utworzono samodzielną diecezję gwadelupska w Basse-Terre. Została ona przemianowana w 1951 r. na biskupstwo Basse-Terre.

## Biskupi
- Biskup diecezjalny: Philippe Guiougou
- Biskup senior: bp Jean-Yves Riocreux

## Główne świątynie
- Katedra NMP z Guadalupe w Basse-Terre
- Kościół św. Piotra i św. Pawła w Pointe-à-Pitre (była katedra)